# Кирменяк
Кирменяк (хорв. Kirmenjak) — населений пункт у Хорватії, в Істрійській жупанії у складі міста Пореч.

## Населення
Населення за даними перепису 2011 року становило 48 осіб.
Динаміка чисельності населення поселення:

## Клімат
Середня річна температура становить 13,59 °C, середня максимальна – 27,16 °C, а середня мінімальна – -0,76 °C. Середня річна кількість опадів – 869 мм.
| Клімат поселення                              | Клімат поселення | Клімат поселення | Клімат поселення | Клімат поселення | Клімат поселення | Клімат поселення | Клімат поселення | Клімат поселення | Клімат поселення | Клімат поселення | Клімат поселення | Клімат поселення | Клімат поселення |
| Показник                                      | Січ.             | Лют.             | Бер.             | Квіт.            | Трав.            | Черв.            | Лип.             | Серп.            | Вер.             | Жовт.            | Лист.            | Груд.            |                  |
| Середній максимум, °C                         | 10,02            | 10,80            | 13,90            | 17,33            | 22,38            | 26,55            | 27,16            | 26,82            | 22,34            | 17,71            | 12,76            | 9,34             |                  |
| Середня температура, °C                       | 4,63             | 5,42             | 8,52             | 11,96            | 16,98            | 21,15            | 23,55            | 23,21            | 18,72            | 14,10            | 9,16             | 5,71             |                  |
| Середній мінімум, °C                          | −0,76            | 0,04             | 3,12             | 6,55             | 11,59            | 15,76            | 19,92            | 19,61            | 15,10            | 10,49            | 5,55             | 2,10             |                  |
| Норма опадів, мм                              | 63               | 51               | 62               | 69               | 65               | 75               | 51               | 77               | 83               | 99               | 98               | 76               |                  |
| Середньомісячна швидкість вітру, м/с          | 2.11             | 2.37             | 2.50             | 2.50             | 2.26             | 2.19             | 2.18             | 2.10             | 2.14             | 2.31             | 2.38             | 2.28             |                  |
| Середньомісячна сонячна радіація, кДж/м²·день | 4470             | 7415             | 10748            | 15297            | 19520            | 21253            | 22371            | 19246            | 14212            | 9047             | 4923             | 3813             |                  |
| --------------------------------------------- | ---------------- | ---------------- | ---------------- | ---------------- | ---------------- | ---------------- | ---------------- | ---------------- | ---------------- | ---------------- | ---------------- | ---------------- | ---------------- |
| Джерело:                                      |                  |                  |                  |                  |                  |                  |                  |                  |                  |                  |                  |                  |                  |